# Maria Teohari
Maria Teohari (n. 22 aprilie 1885, Giurgiu – d. 1975, București) a fost prima femeie astronom din România.

## Biografie
Maria Teohari s-a născut la 22 aprilie 1885, în Giurgiu, fiind cea mai mare din cele trei fete ale medicului Christu Teohari și a Alexandrei Teohari. Moartea tatălui a lăsat amprente asupra viitorului familiei Teohari, cele trei fete fiind crescute doar de mamă.
A murit la câteva luni după împlinirea vârstei de 90 de ani, la București.

## Studii
A urmat clasele primare la Giurgiu. Fiind cea mai mare dintre cele trei fete ale familiei Teohari, va fi cea responsabilă în susținerea familiei, alături de mama sa, după moartea subită a tatălui.
Maria Teohari și-a continuat studiile liceale la București la școala „Elena Doamna” și Școala Centrală, acolo unde se mută împreună cu mama și cele două surori. Având încliații către desen, literatură și limbi străine, se orientează către un domeniu cu totul diferit și plăcut de aceasta: astronomie. Astfel și-a început studiile universitare la Facultatea de Științe, cu specializări la Observatoarele astronomice din Paris și Nisa, unde a fost trimisă din inițiativa profesorului Nicolae Coculescu, întemeietorul Observatorului din București. În cadrul acestor universități a făcut observații asupra Soarelui, planetelor mici și asteroizilor.

## Activitate
Maria Teohari și-a dedicat întreaga viață științei și cercetărilor. În 1914 s-a reîntors în țară și și-a continuat cercetările la Observatorul Astronomic din București, devenind prima femeie astronom din România. În cadrul Observatorului, a publicat în Anuarul acestuia mai multe lucrări despre petele solare, protuberanțe, cometa Halley (cercetările sale asupra acestei comete au continuat în 1959-1960, când cometa s-a aflat cel mai aproape de Pământ) și alte fenomene celeste, precum și în revista „Natura”, articole de popularizare a acestui domeniu.
„La data respectivă nu exista nicio femeie astronom în România, iar cele de peste hotare erau foarte puține. Femeile cu aptitudini pentru știință erau marginalizate în epocă, însă prin perseverență și valoare a reușit să fie acceptată” a afirmat istoricul giurgiuvean Emil Păunescu.
Lipsa unui echipament adecvat, care a dus la afectarea vederii, a determinat-o să renunțe la studii și la locul de muncă de la Observatorul Astronomic și să devină profesor de astronomie și matematică la Liceul „Domnița Ileana” din București. În noul parcurs didactic a publicat o serie de manuale axate pe cele două discipline: matematică și astronomie.
În paralel cu cariera didactică, Maria Teohari a păstrat legătura cu Observatorul Astronomic. Deși nu a mai efectuat cercetări, a fost mentor pentru cercetătorii în domeniu.